# Licenciado Cantinas
Licenciado Cantinas es el séptimo álbum de estudio del músico español Enrique Bunbury. Salió a la venta el 13 de diciembre de 2011 y es un disco de versiones del cancionero hispanoamericano. Incluye 15 canciones cuyas letras pertenecen a autores como Agustín Lara, Louie Ortega, Casas Padilla y Atahualpa Yupanqui.
"Un disco conceptual, dividido en 4 partes, cinematográfico y narrativo, muy diferente a lo hecho hasta ahora con los Santos Inocentes".
El mismo Bunbury, lo ha definido como un disco de percusión, para ello se ha sumado el percusionista Quino Béjar a su banda Los Santos Inocentes, dándole distintos tipos de sonido para llevar a cabo las grabaciones.
Enrique ha contado con la colaboración de Flaco Jiménez, Charlie Musselwhite, Dave Hidalgo y Eliades Ochoa.
La grabación se realizó en el mes de mayo de 2011 en los estudios SonicRanch en la ciudad de Tornillo (Texas) con su banda, Los Santos Inocentes, y ha sido mezclado en los estudios Westlake de Los Ángeles, California.
De este disco se realizó un mediometraje titulado Licenciado Cantinas: The Movie, protagonizado por el mismo Bunbury y dirigido por Alexis Morante bajo la producción de 700g Films.

## Lista de canciones[1]
| N.º   | Título                                 | Escritor(es)                        | Duración |  |
| 1.    | «El mar, el cielo y tú»                | Agustín Lara                        | 2:35     |  |
| 2.    | «Llévame»                              | Louie Ortega                        | 4:26     |  |
| 3.    | «Mi sueño prohibido»                   | José Tejedor                        | 2:45     |  |
| 4.    | «Pa' llegar a tu lado»                 | Lhasa de Sela                       | 4:10     |  |
| 5.    | «Chacarera de un triste»               | Hermanos Simón                      | 3:55     |  |
| 6.    | «Ódiame»                               | Federico Barreto Rafael Otero López | 3:04     |  |
| 7.    | «Vida»                                 | Pablo Casas Padilla                 | 3:26     |  |
| 8.    | «El mulato (Licenciado)»               | Ricardo Ray Bobby Cruz              | 5:50     |  |
| 9.    | «El solitario (Diario de un borracho)» | Dorindo Cárdenas                    | 5:10     |  |
| 10.   | «Ánimas, que no amanezca»              | Guadalupe Ramos                     | 4:21     |  |
| 11.   | «Que me lleve la tristeza»             | Marcial Alejandro                   | 3:35     |  |
| 12.   | «El día de mi suerte»                  | Willie Colón Héctor Lavoe           | 4:35     |  |
| 13.   | «Cosas olvidadas»                      | Antonio Rodio José María Contursi   | 3:07     |  |
| 14.   | «La tumba será el final»               | Francisco Vidal                     | 3:30     |  |
| 15.   | «El cielo está dentro de mí»           | Atahualpa Yupanqui Pablo del Cerro  | 5:26     |  |
| 59:34 |                                        |                                     |          |  |

## Personal[1]

### Músicos
- Enrique Bunbury - Voz, Piano, coros, sintetizador, palmas.
- Jordi Mena - Guitarras, mandolinas, banjo, Lap steel.
- Álvaro Suite - Guitarras, coros.
- Robert Castellanos - Bajo eléctrico, contrabajo, vibráfono, coros.
- Jorge "Rebe" Rebenaque - Órgano Hammond, minimoog, acordeón, pianos, Mellotron, sintetizadores, Rhodes, vibráfono.
- Ramón Gacías - Batería, instrumentos de percusión, palmas, Programación, bombo legüero.
- Quino Béjar - Instrumentos de percusión, palmas.
- Joe Coeto - Viola, violín.
- Flaco Jiménez - Acordeón
- Eliades Ochoa - Voz, guitarra.
- Alfredo Corrales - Tuba
- Dave Hidalgo - Bajo eléctrico, guitarra eléctrica, acordeón, coros.
- Charlie Musselwhite - armónica
- Trío México Lindo - Coros

### Producción
- Enrique Bunbury - Producción
- Ramón Gacías - Ayudante de producción
- Jordi Mora - Ingeniería de grabación y mezclas.
- Gerardo Jerry Ordóñez, Manuel Calderón, Adrián Lozano - Asistentes de grabación
- Mónica Merino - Logística
- Paul Meyer - Asistente de mezclas
- Masterizado por Ryan Smith en Sterling Sound (New York
- Nacho Royo - Producción ejecutiva
- Rock & Chicken (Nacho Royo, Marisa Corral, Javier Andreu) - Management
- Álvaro Querol - Abogado
- Jordi Puig, OCESA - Booking América
- Jose Girl - Fotografía
- Sergio Rodríguez-Vega - Diseño

## Videoclips
| Nº | Título                                                      | Año de publicación |
| -- | ----------------------------------------------------------- | ------------------ |
| 1. | "Ódiame"                                                    | 2011               |
| 2. | "Llévame"                                                   | 2012               |
| 3. | "Ánimas que no amanezca"                                    | 2012               |
| 4. | "El solitario (diario de un borracho)"                      | 2012               |
| 5. | "Pa' llegar a tu lado" (versión Juan Carlos Espadas-Aragón) | 2012               |
| 6. | "Pa' llegar a tu lado" (versión Verité Producciones)        | 2012               |